# Musée national de Mauritanie
Le Musée national de Mauritanie, également connu sous le nom de Musée national de Nouakchott, est un musée national situé à Nouakchott, en Mauritanie.
Le musée possède des collections archéologiques et ethnographiques.

## Le bâtiment du musée
Le Musée est installé dans un bâtiment de deux étages construit en 1972 par les Chinois. Le bâtiment abrite également l'Institut mauritanien de recherche scientifique, le Centre mauritanien de conservation des manuscrits et la Bibliothèque nationale de Mauritanie. Le musée se compose de deux salles d'exposition permanente et d'une salle d'exposition temporaire.

## Les collections du musée
- Les collections archéologiques du rez-de-chaussée présentent des artefacts moustériens, atériens et néolithiques ainsi que des fonds provenant de fouilles effectuées dans plusieurs villes historiques mauritaniennes telles que Koumbi Saleh, Aoudaghost, Tichitt, Ouadane et Azougui.
- Les collections ethnographiques du premier étage contiennent des objets appartenant à différentes cultures de la société mauritanienne[3].

## Galerie

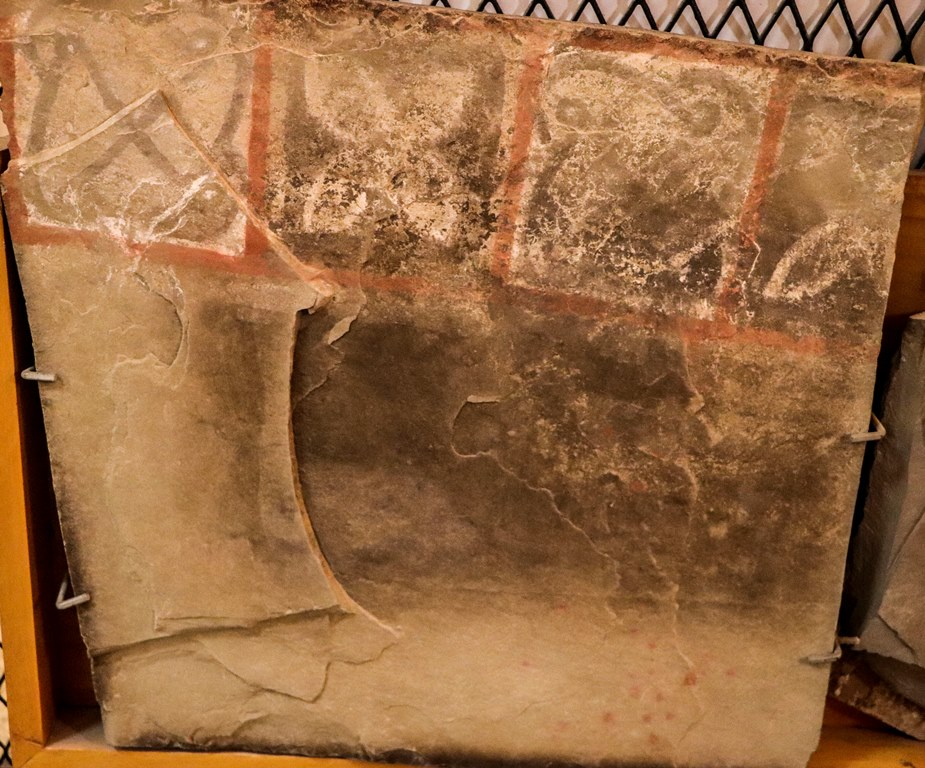
Plaque de schiste épigraphique de Koumbi Saleh
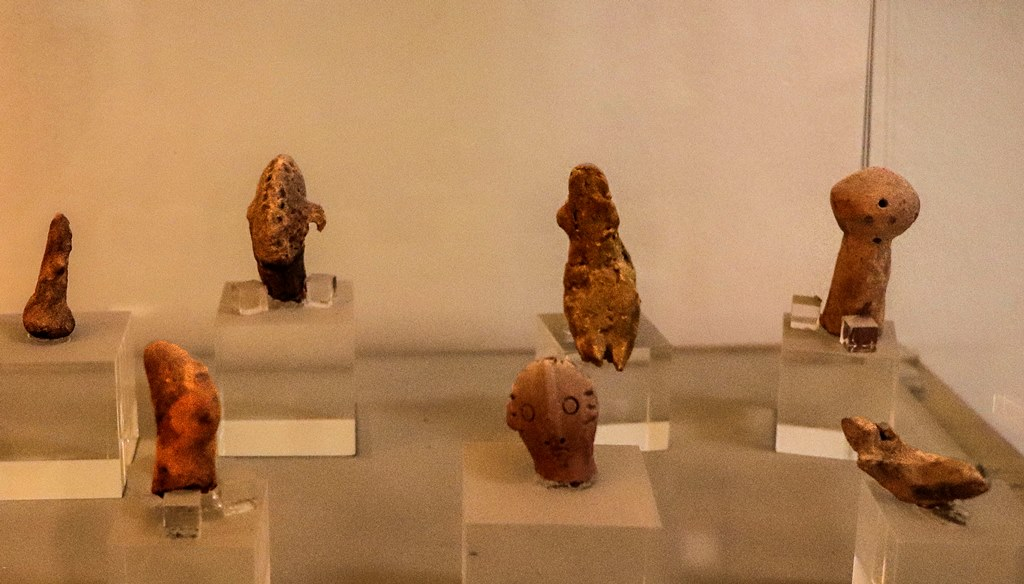
Petites statues en adobe
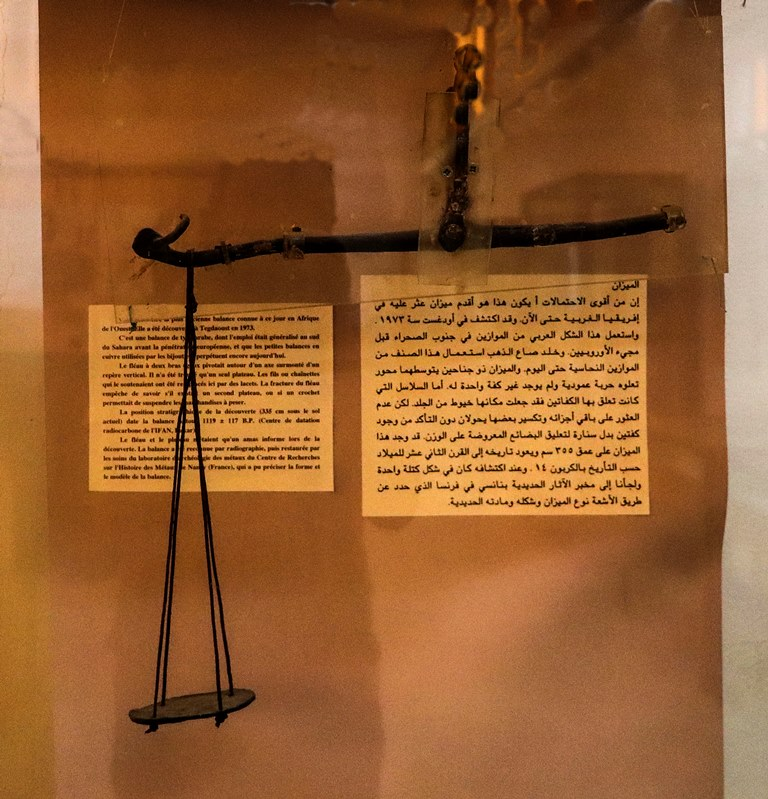
Échelle arabe du Sahel, 10e siècle